# Karl-Heinz Ilsch
Karl-Heinz Ilsch (né le 21 avril 1927 en Allemagne et mort le 25 janvier 2005) est un joueur de football allemand (international est-allemand), qui évoluait au poste d'attaquant.

## Biographie

### Carrière en sélection
Karl-Heinz Ilsch reçoit une sélection en équipe de RDA lors de l'année 1953. Il s'agit d'un match amical disputé contre la Bulgarie le 14 juin 1953 (0-0 à Dresde).

## Palmarès
Motor Dessau
- Championnat de RDA D2 :
  - Meilleur buteur : 1955 (15 buts).